# Miksa Fenyő
Dans le nom hongrois Fenyő Miksa, le nom de famille précède le prénom, mais cet article utilise l’ordre habituel en français Miksa Fenyő, où le prénom précède le nom.
Miksa Fenyő (né le 8 décembre 1877 à Mélykút et mort le 4 avril 1972 à Vienne) est un écrivain et homme politique hongrois.

## Biographie
Il a été ministre du Commerce dans l’éphémère gouvernement de János Hadik en 1918. Il a également été membre du Parlement au début des années 1930.
Miksa Fenyő était l’ami et mentor d’Endre Ady. Il est le cofondateur de la revue littéraire Nyugat, dont il était l’un des rédacteurs.
Étant d’origine juive, il vit caché durant la Seconde Guerre mondiale. À cette époque il rédige un journal intime qui sera publié en 1946.
Au début des années 1950, il émigre aux États-Unis. David Ben Gourion lui propose un poste dans son gouvernement, en Israël, mais il refuse.

## Source
- (en) Cet article est partiellement ou en totalité issu de l’article de Wikipédia en anglais intitulé « Miksa Fenyő » (voir la liste des auteurs).